# Iwan Tkałenko
Iwan Iwanowycz Tkałenko, ukr. Іван Іванович Ткаленко (ur. 17 kwietnia 1955 w Fursach) – ukraiński polityk, deputowany, w latach 2006–2007 minister ds. kontaktów z parlamentem.

## Życiorys
Z wykształcenia inżynier budownictwa, absolwent instytutu inżynierii budownictwa w Odessie (1980). Początkowo pracował jako ślusarz, później w sektorze budowlanym. Od 1990 zajmował kierownicze stanowiska w biznesie. W latach 1998–2002 był deputowanym do Rady Najwyższej. Pełnił funkcje ministerialne w pierwszym rządzie Wiktora Janukowycza. W sierpniu 2006 został powołany na stanowisko ministra ds. kontaktów z parlamentem, które zajmował do grudnia 2007. W kwietniu 2010 powrócił do administracji rządowej jako przedstawiciel rządu przy parlamencie, a w styczniu 2011 został dyrektorem departamentu ds. relacji z Radą Najwyższą i regionami.